# Kościół Najświętszej Maryi Panny Królowej Polski w Tarnowie
Kościół Najświętszej Maryi Panny Królowej Polski – rzymskokatolicki kościół parafialny należący do dekanatu Tarnów Zachód diecezji tarnowskiej. Znajduje się w tarnowskiej dzielnicy Mościce, przy ul. Zbylitowskiej 5.

## Historia
Budowa świątyni, według projektu Stanisława Gałęzowskiego i Władysława Pieńkowskiego, została rozpoczęta w 1948 roku i zakończyła się w 1956 roku. W latach 1959–60 do świątyni została dobudowana kaplica. 

## Architektura

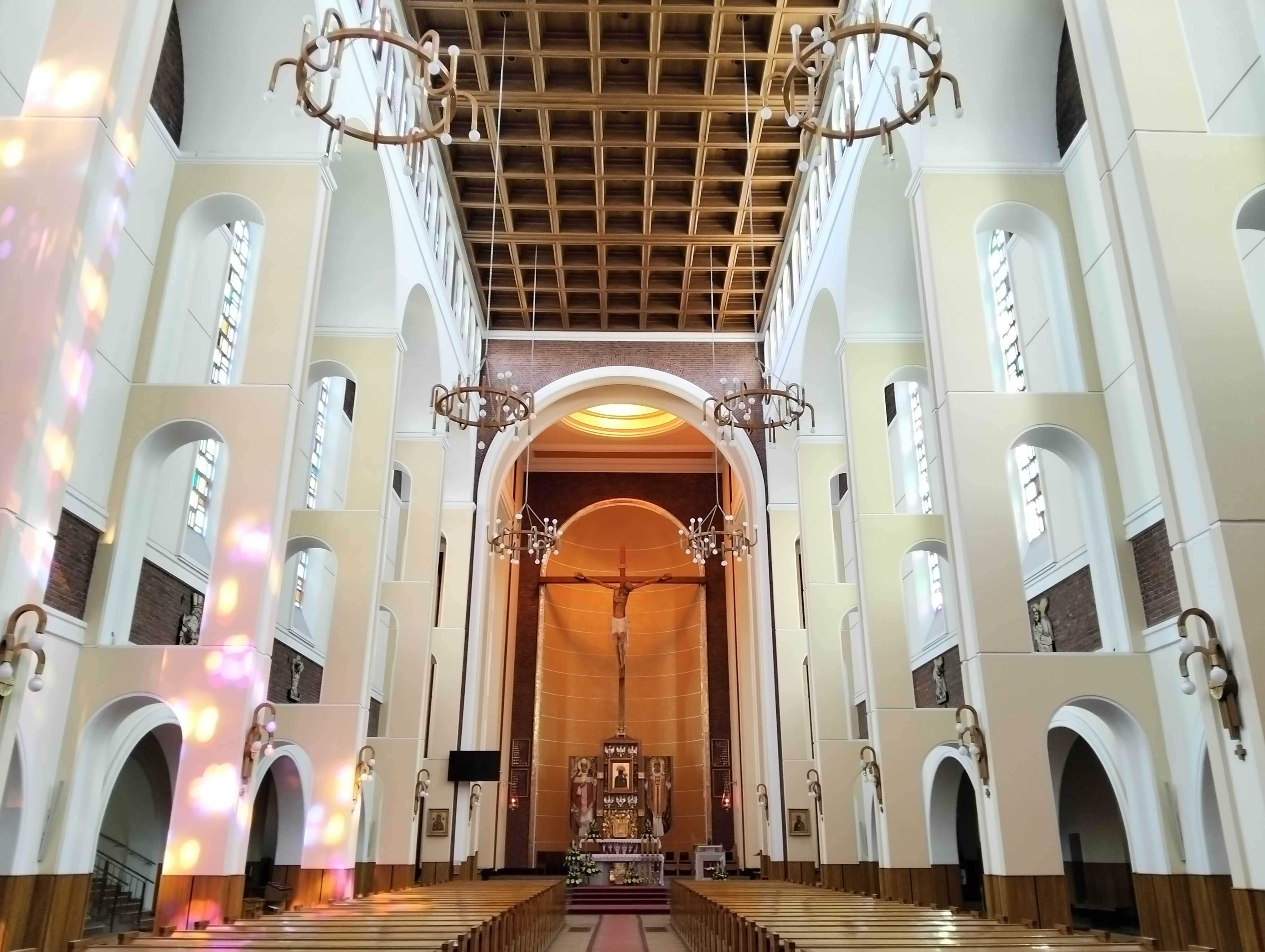
Wnętrze kościoła

Kościół reprezentuje architekturę modernistyczną, został wzniesiony z cegły i żelbetu. Świątynia posiada korpus trzynawowy oraz kaplicę od strony zachodniej. Prezbiterium budowli jest podzielone na trzy nawy, z których środkowa jest szersza od pozostałych i posiada kształt transeptu, zamykają je półkoliste apsydy. Nawa główna jest znacznie podwyższona w stosunku do naw bocznych, oddzielają ją od nich półkoliste arkady, jej ściany są rozczłonkowane filarami, przeprutymi prześwitami. Wnętrza nakrywają stropy kasetonowe, pokryte drewnianą okładziną. Chór muzyczny jest podparty czterema betonowymi kolumnami. Elewacja frontowa jest zwieńczona zmniejszoną wieżą, w centralnej części jest pokryta kasetonami, ujętymi w wydłużone, zamknięte półkoliście blendy, niżej są umieszczone trzy wejścia, zamknięte półkoliście, z których centralne jest największe. W bocznych elewacjach znajduje się po sześć wysokich, smukłych okien. Nad prezbiterium jest umieszczona latarnia w kształcie korony i zakończona iglicą. Kaplica Matki Bożej Fatimskiej w kształcie rotundy, posiada dwie kondygnacje, w górnej części jest oświetlona pasem prostokątnych okienek, nakrywa ją dach namiotowy. W prezbiterium znajdują się witraże zaprojektowane przez Gierżabka. W oknach lewej nawy są umieszczone witraże przedstawiające świętych i błogosławionych polskich: Maksymiliana Kolbego, Teresę Ledóchowską, Jana Kantego, królewicza Kazimierza, Stanisława Kostkę, Jacka, królową Jadwigę, Kingę, Świerada, Benedykta, biskupa Stanisława i biskupa Wojciecha. Z kolei, w prawej nawie witraże przedstawiają apostołów: Filipa, Tomasza, Jakuba Młodszego, Bartłomieja, Mateusza, Macieja, Andrzeja, Jakuba Starszego, Judę Tadeusza, Jana, Szymona i Piotra.

## Galeria (architektura)

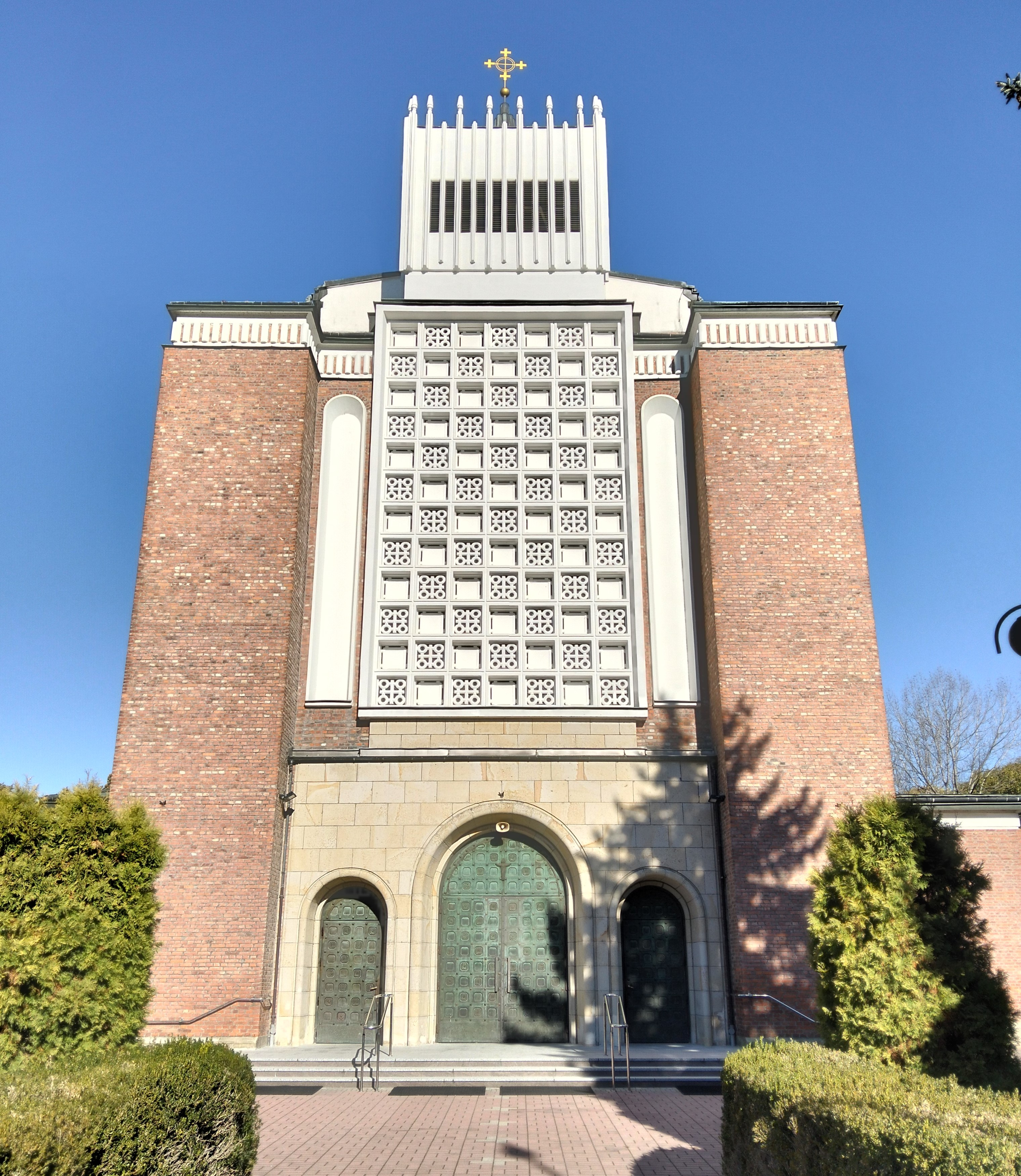
Elewacja wejściowa
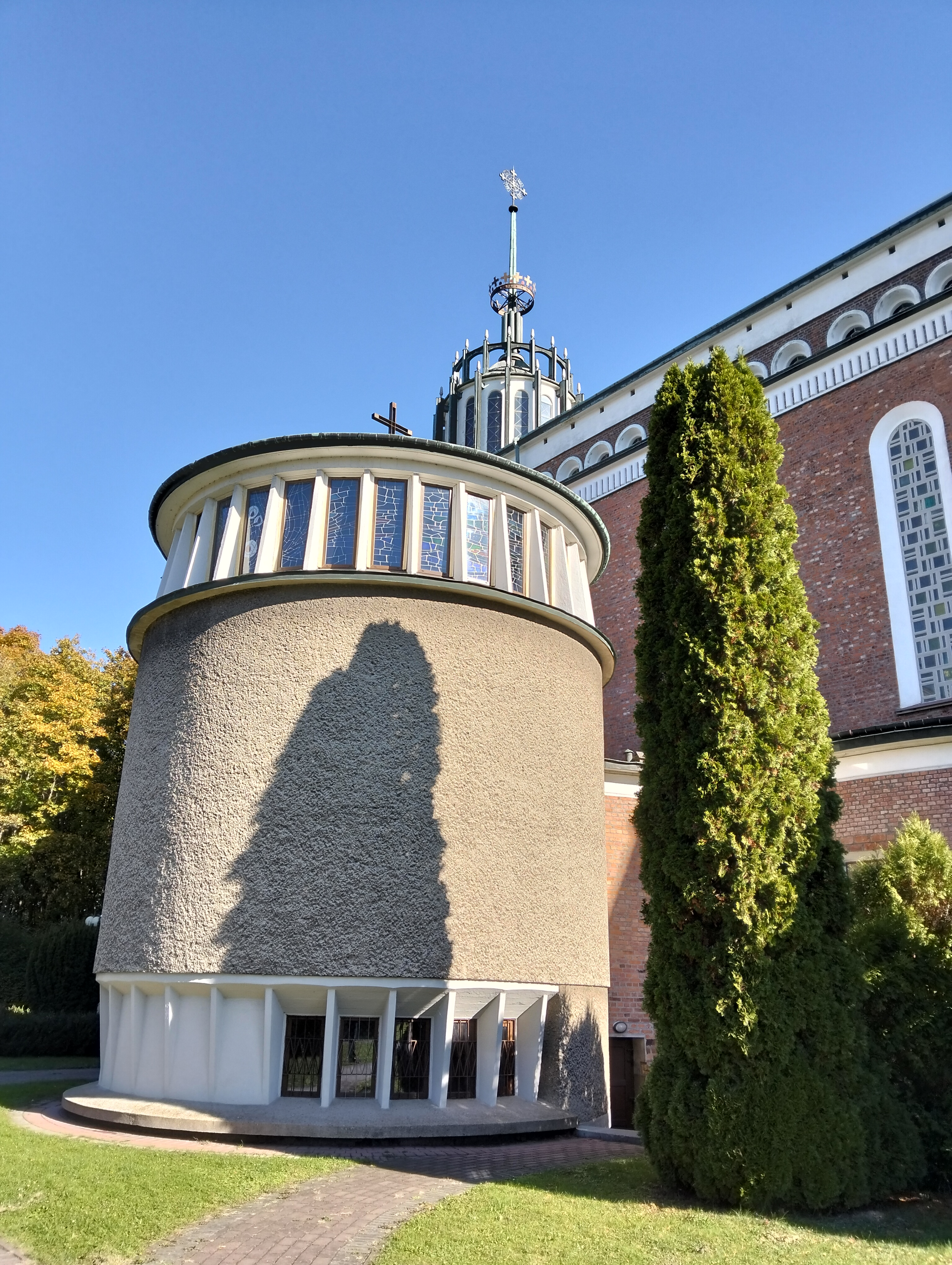
Kaplica z 1960
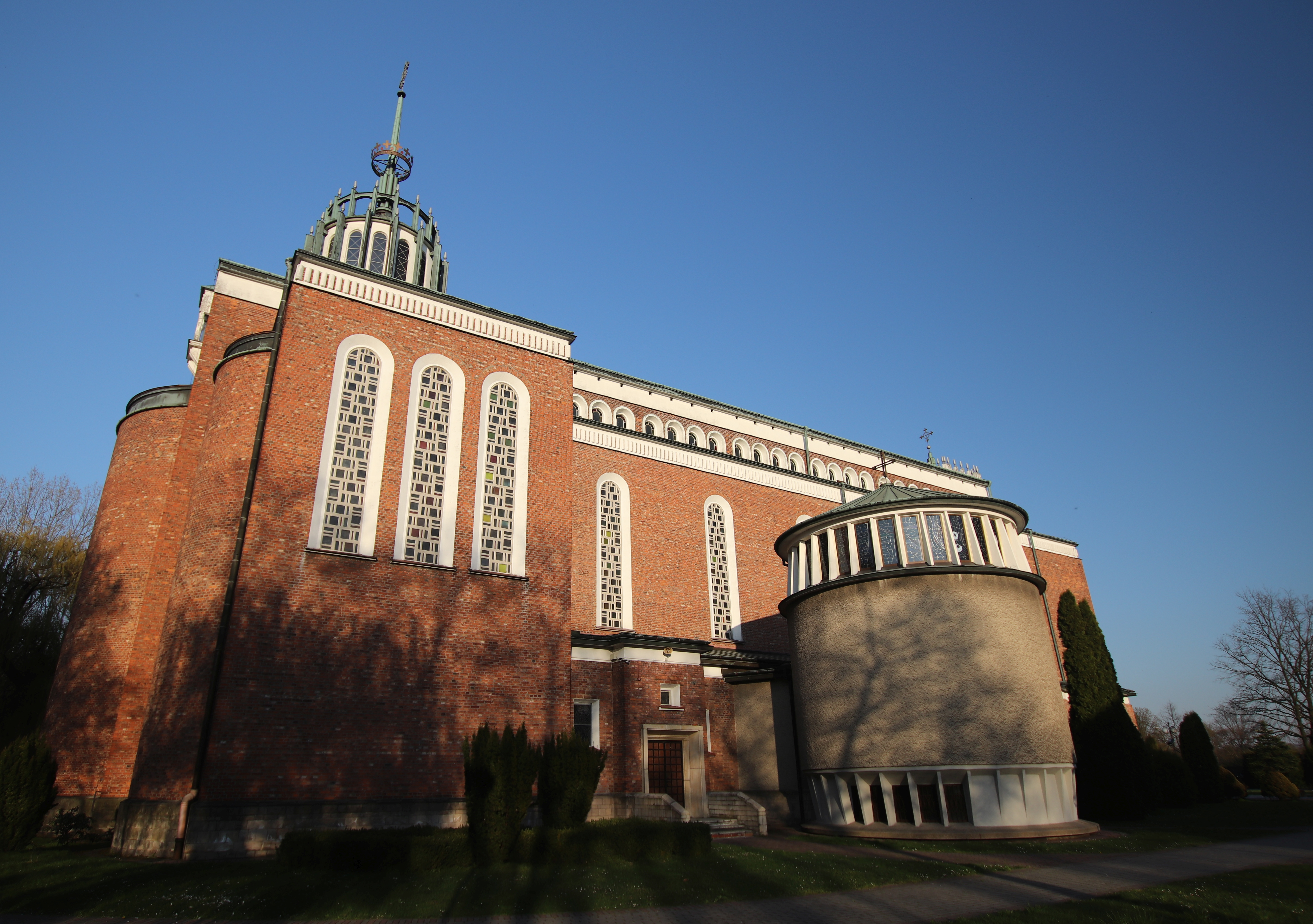
Widok od prezbiterium

## Galeria (wnętrze)

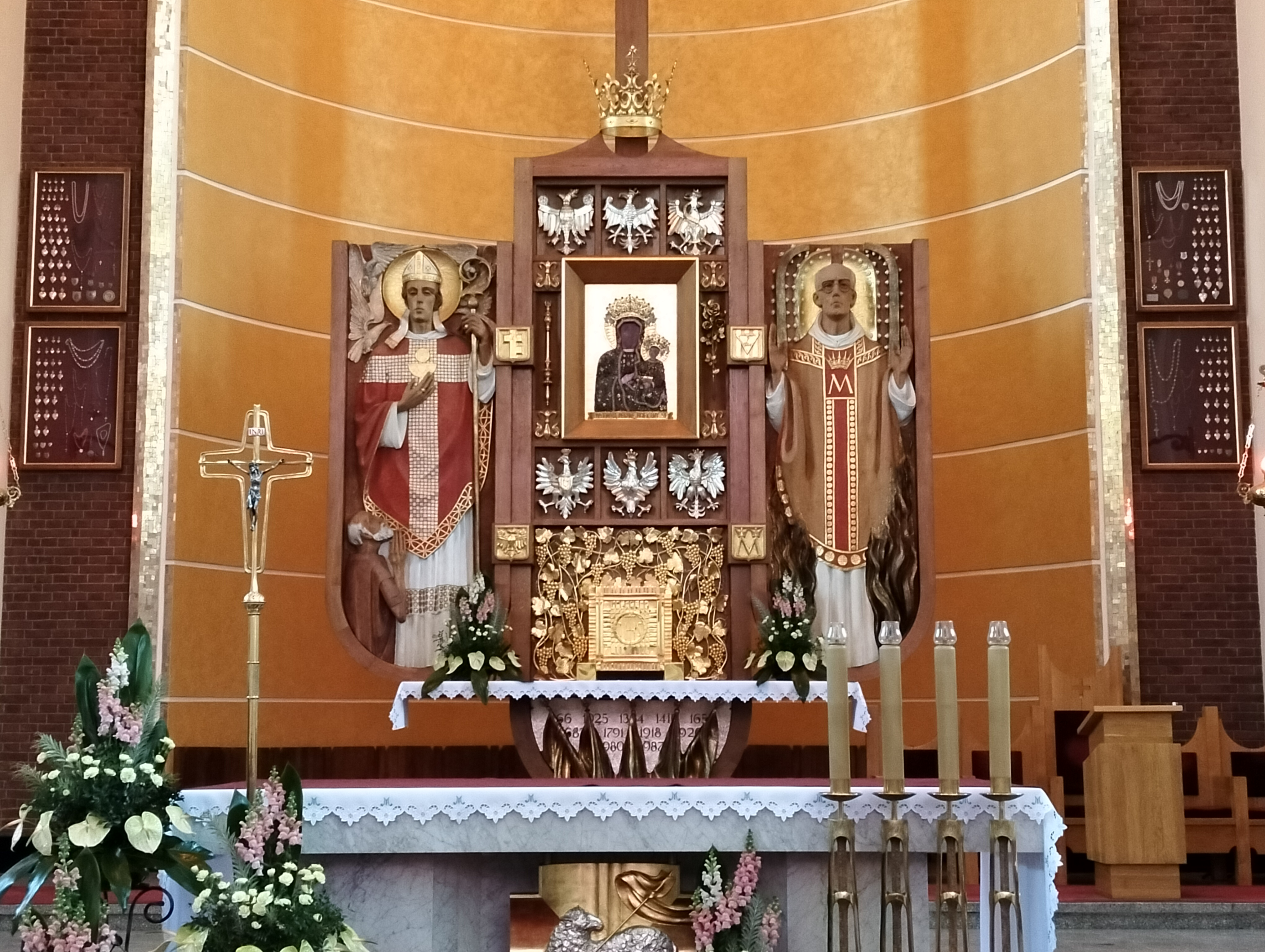
Ołtarz główny
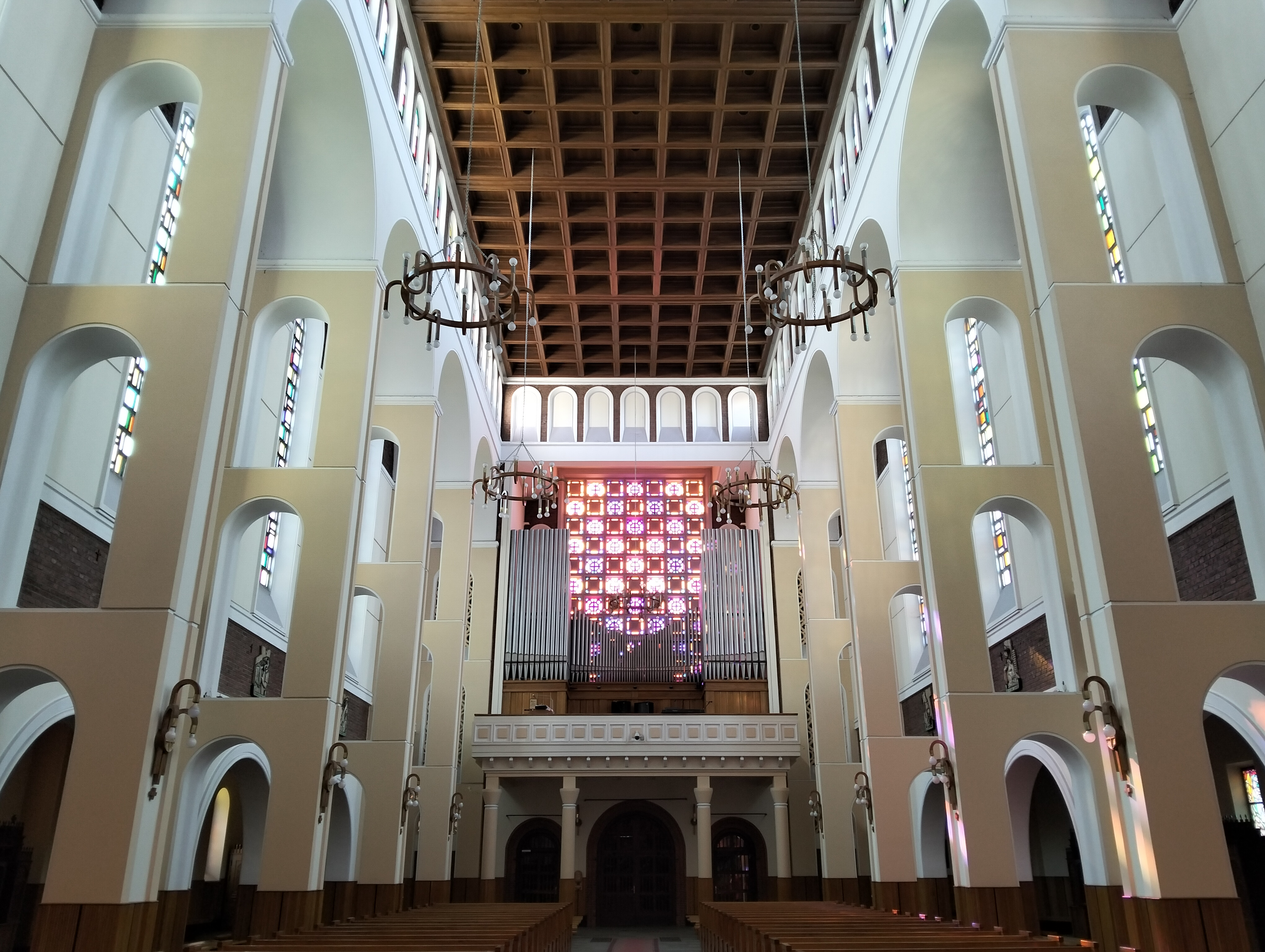
Chór
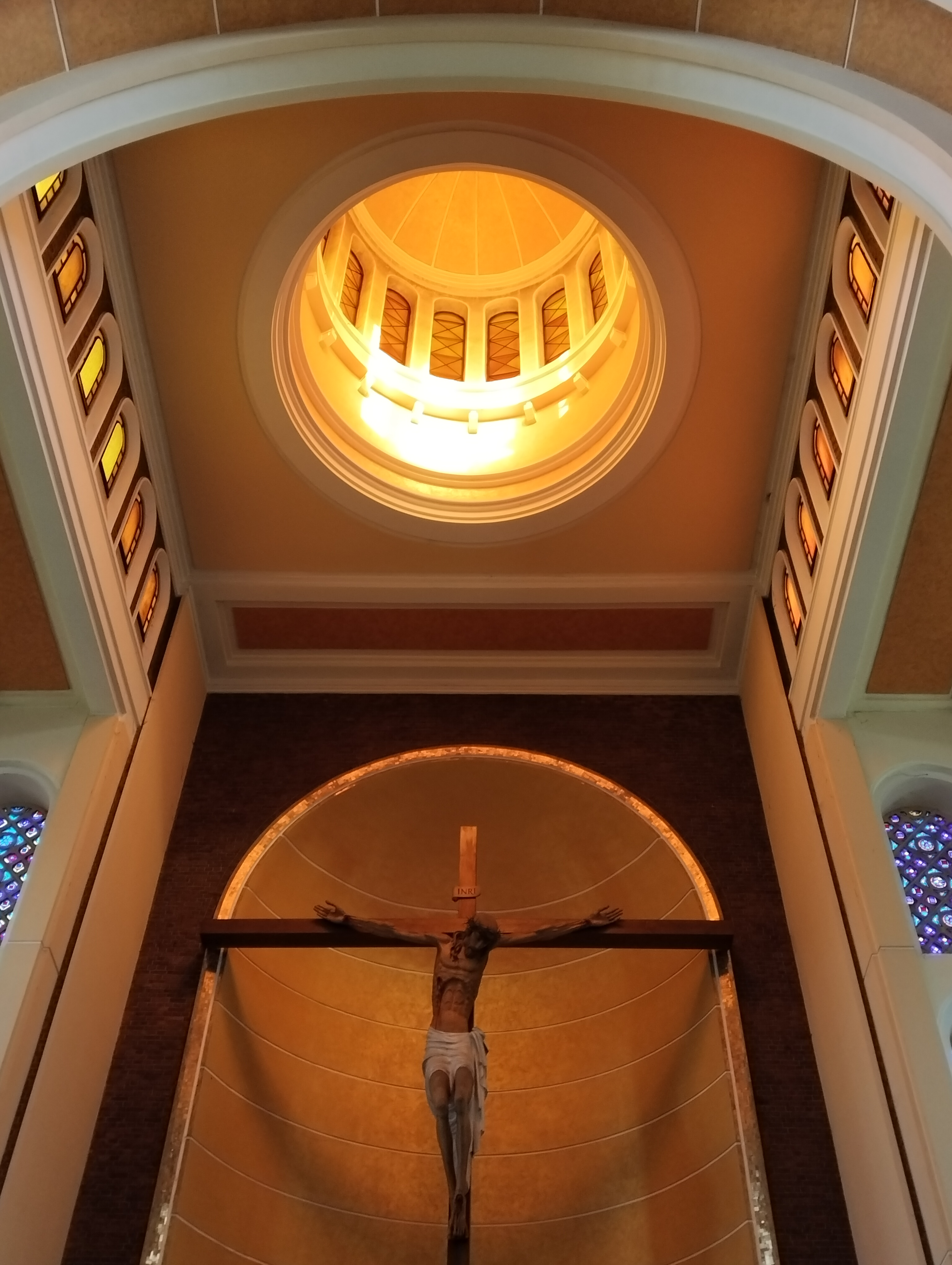
Kopuła

## Galeria (otoczenie i detal)

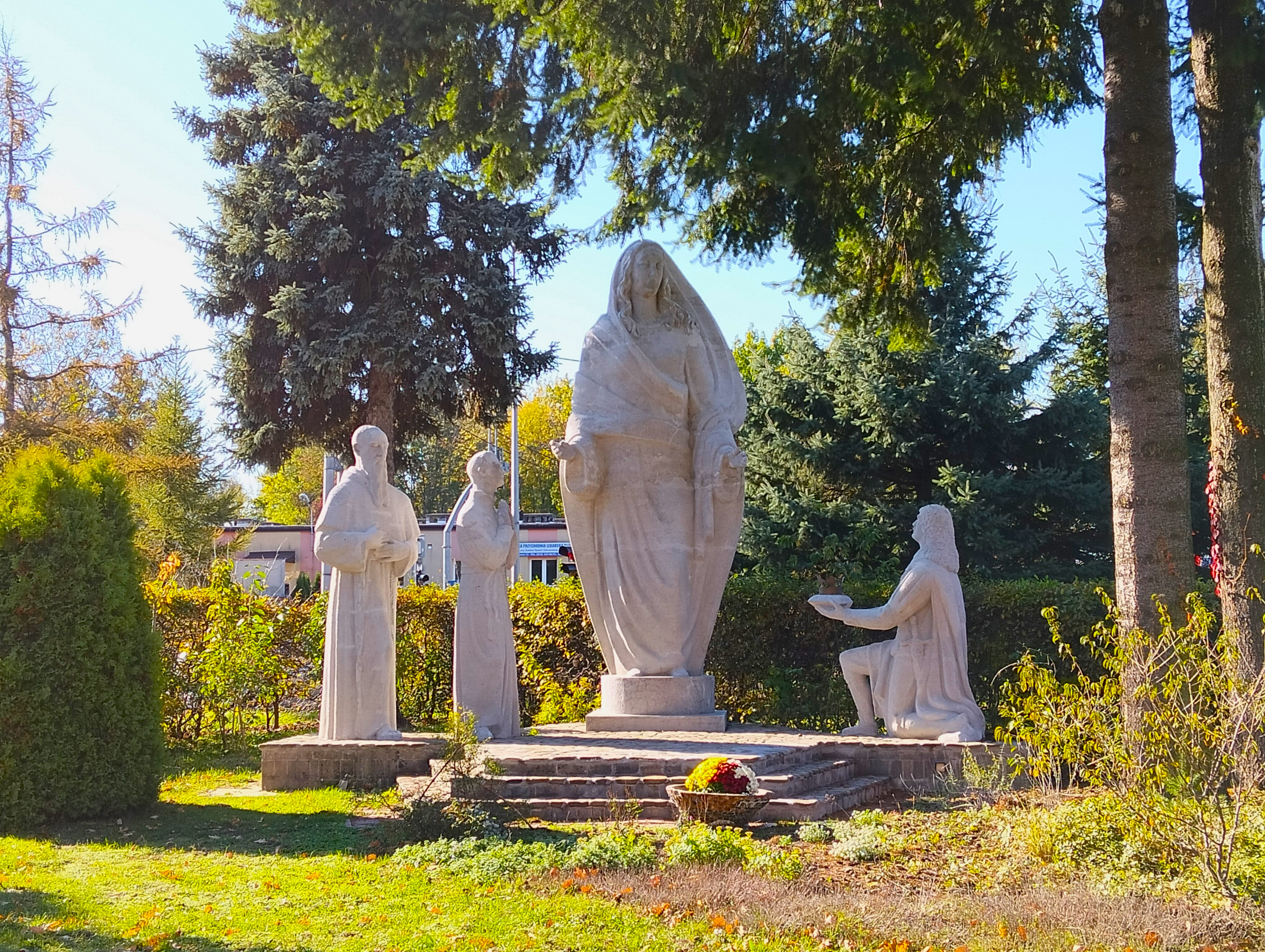
Maryjna grupa figuralna
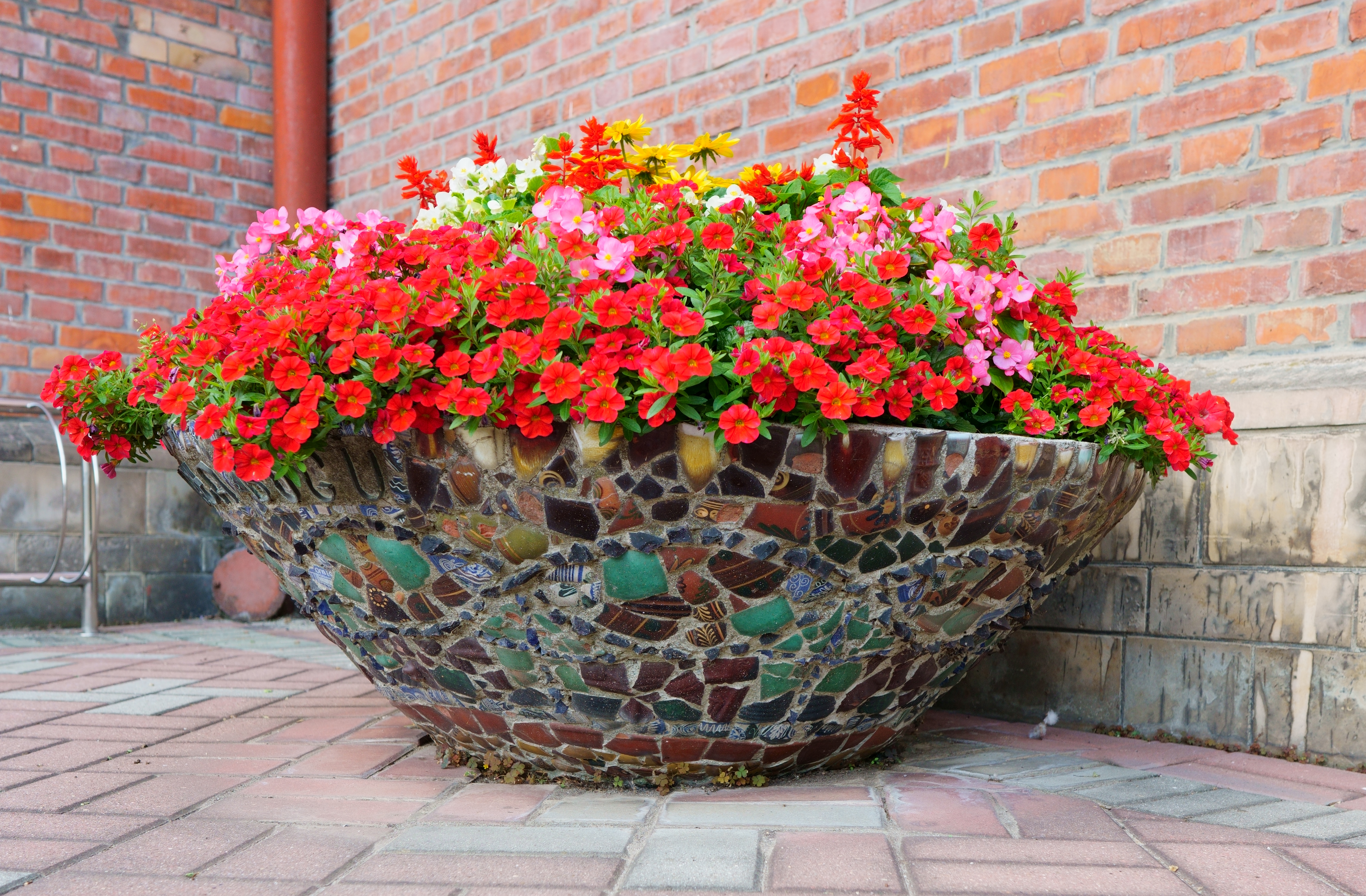
Donica
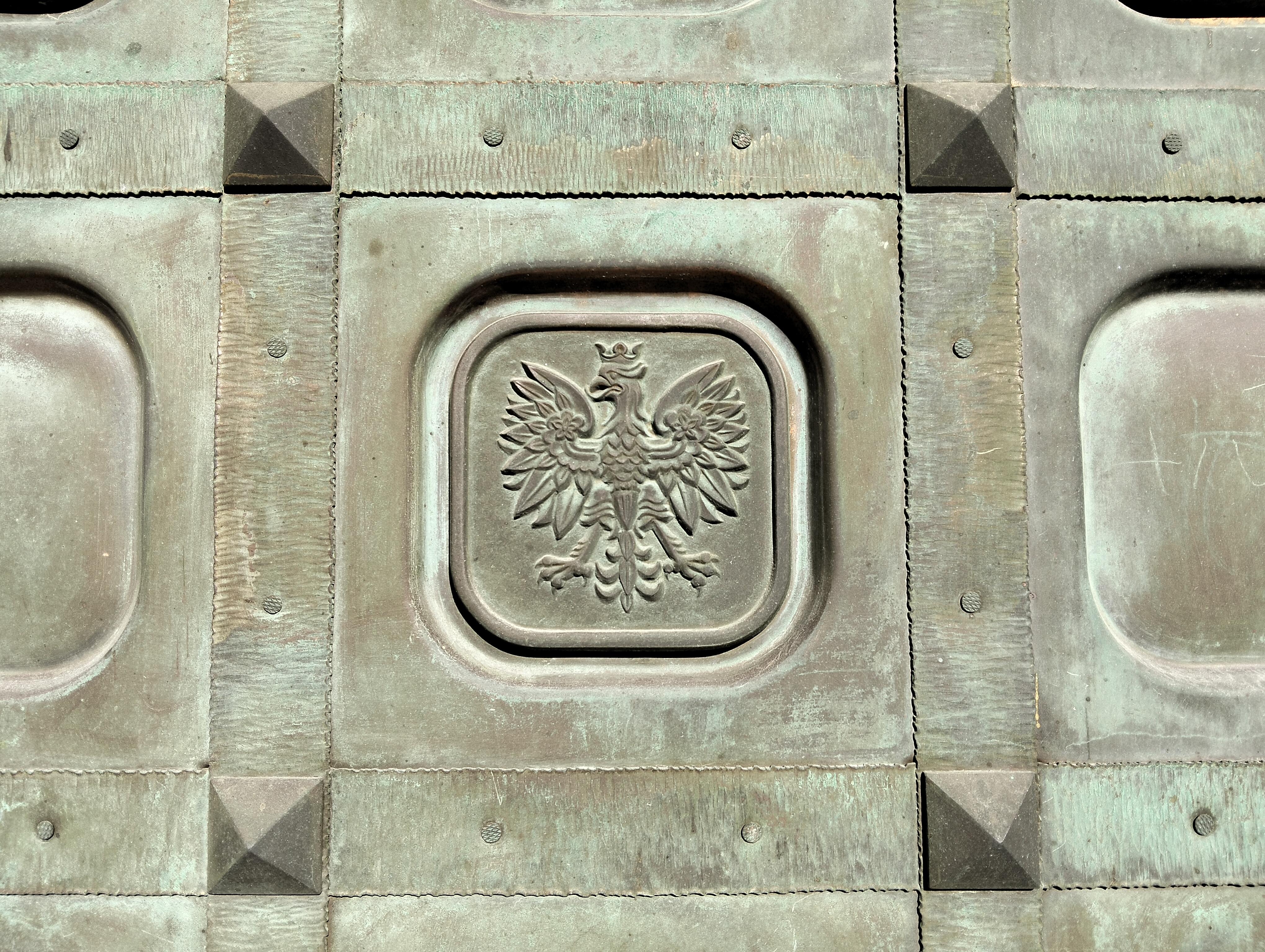
Drzwi główne